# Backyard Babies
Backyard Babies este o trupă din Suedia cu origini în old school of rock'n'roll și își trage energia muzicală din punk, glam și hard rock.